# Добровлянский, Василий Яковлевич
Василий Яковлевич Добровлянский (1864, Киев — 1910) — русский учёный-ботаник, видный специалист в области лесного хозяйства и анатомии растений, дендролог, педагог, профессор кафедры лесоводства Санкт-Петербургского лесного института. Автор многих статей в ЭСБЕ, редактор отдела ботаники и сельского хозяйства «Большой Энциклопедии» Южакова.

## Биография
Родился в 1864 году в Киеве. Образование получил в одесском реальном училище и Санкт-Петербургском лесном институте — ученик И. П. Бородина. В 1886 году за сочинение «Сравнительная анатомия листьев ивовых» был отмечен золотой медалью и выпущен из института со званием учёного лесовода 1-го разряда. Он установил, в чём выражается влияние среды на строение листьев и какие из признаков анатомического строения более стойко удерживаются растениями, несмотря на внешнее воздействие. Базируясь на исследовании анатомической структуры листьев, он построил систематику рода ивовых и, с меньшими подробностями, рода тополей, стремясь установить родство видов этих родов.
Был оставлен при кафедре ботаники для подготовки к профессорскому званию. После зарубежной командировки (1888—1889) работал на кафедре лесоводства Лесного института, в 1889—1901 годах — профессор. Читал курсы «Лесоводства» и «Дендрологии». С 1895 года вместе со студентами выезжал в леса разных районов России.
В течение 1892—1894 годов Добровлянский редактировал журнал «Русское лесное дело».
В 1901—1910 годах он возглавлял кафедру лесоводства на агрономическом факультете Киевского политехнического института.

## Научная деятельность
Изучал леса средней и южной России и знакомил с ними на лекциях и на практических занятиях своих учеников. Оригинальная научная работа В. Я. Добровлянского «Из русских лесов» (1888) сразу привлекла внимание свежестью материалов и выводов. Она содержала «Отчет по осмотру некоторых лесов России, представленный Совету Санкт-Петербургского лесного института». В этой работе был сделан всесторонний лесохозяйственный анализ различных лесных массивов средней и южной России. Добровлянский писал, что «основной причиной неуспешности вообще возобновления у нас сосны является шаблонность хозяйства, заставляющая применять в данной даче и группе дач один и тот же приём рубки, не обращая внимания на существующее в даче различие существенных для возобновления условий». В ходе возобновления он различал: «количество семян, условия их прорастания, появление всходов, рост молодых всходов. Эти научные положения вошли впоследствии в учебники по лесоводству, но автор их был забыт, и его теоретические выводы начали даже приписывать другим. Для каждого из перечисленных показателей в отдельности Добровлянский выявил его зависимость от определённых условий. В частности, он отметил, что на стадии роста молодых всходов решающее значение имеет растительность, с которой всходам сосны приходится вести борьбу. Однако наряду с отрицательным, Добровлянский показал и положительное значение травянистой растительности. Например, в возобновлении сосны он впервые вскрыл положительную роль иван-чая. В этой же работе Добровлянский высказал мысль о необходимости установления типов насаждений, в связи с которыми должны проводиться аналитические работы по изучению возобновления леса и обобщению хозяйственных мероприятий при лесоустройстве». Добровлянским были составлены «Урочные нормы для лесокультурных работ». В 1898 году В. Добровлянский издал перевод книги К. Гайера «Лесовозращение».
Им был также подготовлен курс «Лекции по лесоводству», изданный в 1898 году. Некоторые новые понятия и определения из учебника вошли в дальнейшем в учебную и лесохозяйственную литературу.

## Основные труды
- «Сравнительная анатомия листьев ивовых» (СПб., 1889)
- «Невзгоды степных культур» (СПб.: тип. В. Демакова, 1891)
- «О некоторых признаках древесных семян» (СПб., 1892)
- «К вопросу о естественном лесовозобновлении» (СПб: тип. В. Демакова, 1893)
- «Урочные нормы для лесокультурных работ» (1897)
- «Анализ древесных стволов» (Киев, 1908)

Написал ряд статей по лесоводству в Энциклопедический словарь Брокгауза и Ефрона. Состоял редактором ботаники и сельского хозяйства «Большой энциклопедии» под редакцией С. Н. Южакова.